# Ferrovia Hoppegarten-Altlandsberg
La ferrovia Hoppegarten-Altlandsberg fu costruita per collegare la città di Altlandsberg alla Ostbahn presso Hoppegarten.

Realizzata e inizialmente gestita dalla società Altlandsberger Kleinbahn AG, fu aperta al traffico il 4 ottobre 1898.

Dopo la seconda guerra mondiale la linea fu integrata nella rete statale (Deutsche Reichsbahn); fu infine chiusa al traffico passeggeri il 29 maggio 1965, restando in funzione fino al 2003 come raccordo merci per la sottostazione elettrica di Neuenhagen.

## Percorso
| Straight track |

| Unknown route-map component "SHST" | Unknown route-map component "exKBHFa" |

| One way rightward | Unknown route-map component "exSTR" |

|  | Unknown route-map component "exHST" |

|  | Unknown route-map component "exSKRZ-Mu" |

|  | Unknown route-map component "exBHF" |

|  | Unknown route-map component "exHST" |

|  | Unknown route-map component "exKBHFe" |